# 氷見町
氷見町（ひみちょう）は、かつて愛媛県新居郡にあった町。現在の西条市氷見にあたる。

## 沿革
- 1889年12月15日 - 町村制施行に伴い氷見村一村が単独村制施行して新居郡氷見村となる。
- 1908年1月1日 - 氷見村が町制施行して氷見町となる。
- 1941年4月29日 - 西条町、飯岡村、神戸村、橘村と合併して西条市が発足し、自治体としての氷見町消滅。